# Bircotto
Il bircotto è un condimento preparato con cereali maltati normalmente utilizzati per il processo di produzione della birra.
Si produce preparando un mosto ("mash") con una varietà di grani maltati, filtrandone successivamente il succo ottenuto.
Il mosto viene poi cotto lentamente, per diverse ore, al fine di ridurlo della quinta parte del suo volume originario.
Il prodotto così ottenuto si presenta scuro e viscoso, simile all'Aceto balsamico, le cui caratteristiche organolettiche però tendono al dolce. può essere affinato e invecchiato, oppure consumato subito.
Si abbina come il vincotto a formaggi e salumi, oppure nella preparazione dei dolci come ad esempio sul gelato
Il prodotto è originario di Tavernerio (CO).